# Firdoùsi
Hakīm Abu l-Qāsim Firdawsī Tūsī (în persană حکیم ابوالقاسم فردوسی توسی) sau Firdusi/Firdoùsi (n. 940 d.Hr., Tus, Provincia Khorasan, Iran – d. 1020, Tus, Provincia Khorasan, Iran) a fost un poet persan care s-a impus în literatura țării sale și în cea universală prin epopeea Șah-name - Cartea regilor, alcătuită din cca. 50.000 de distihuri, veritabilă panoramă a trecutului, real și imaginar, al popopurului persan, începând dintr-un trecut cețos, legendar și ajungând până la cucerirea arabă. De asemenea, Firdoùsi este poetul național al Iranului.

## Biografie
Nu se cunosc foarte multe despre tinerețea lui Firdoùsi. Primele sale îndeletniciri literare au pornit de la bogata zestre a tradițiilor epice, deosebit de vii în Persia chiar după câteva secole de la pătrunderea Islamului. Asprelor interdicții ale legii lui Mahomed, care nu putea cultiva amintirea unor eroi „închinători ai focului”, persanii le-au rezistat cu o tenacitate pilduitoare în istoria culturii mondiale. Și astlfel, ca pentru orice tânăr poet, ucenicia lui începea cu baladele populare, legendele, vechile istorisiri transmise de generații. 

## Șah-Namé

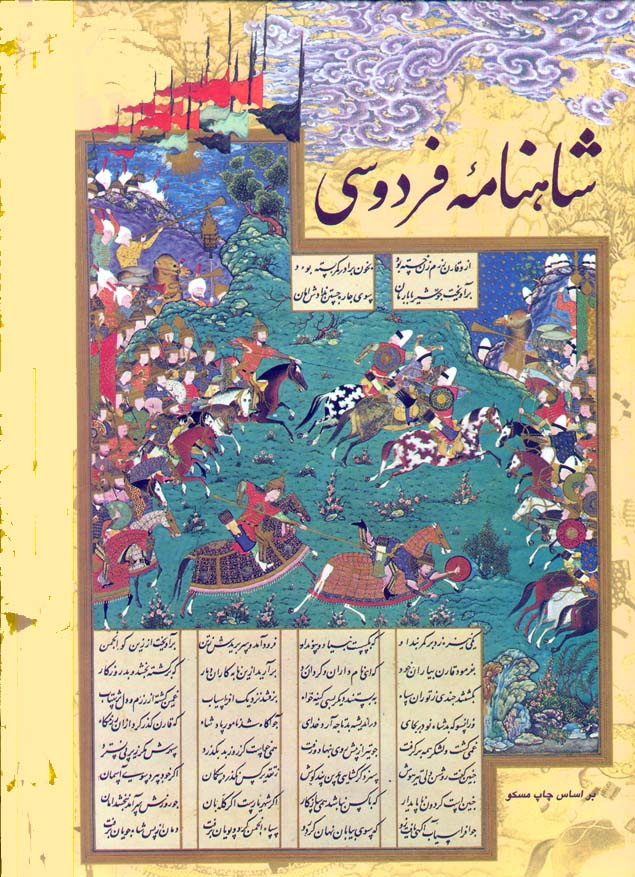
Şah-Namé

Considerată drept cel mai important document de limbă persană, „Cartea regilor” aduce în atenția cititorului o largă, variată și foarte lungă inșiruire de scene, momente istorice, sentimente și atitudini, reînvie tradiții și obiceiuri vechi populare, conturează portrete de personaje hiperbolizate.
Pentru că vorbea persana, cita din opera lui Saadi și a scris o carte despre civilizația musulmană necesară campaniei lui Petru cel Mare în Persia din 1722, suntem îndreptătiți să credem că Dimitrie Cantemir cunoștea opera lui Firdoùsi, fie în textul original, fie în traducere turcă. Abia în 1774 a publicat însă W. Jones la Londra fragmente din Cronica Șahilor, în ale sale comentarii „Poeseos asiaticae”, împreună cu o traducere latină. Unsprezece ani mai târziu J. Champion încearcă să traducă în engleză, dar nu reușește să publice decât începutul epopeii. În aceeași vreme Ludolf traduce câteva fragmente în germană, iar puțin mai târziu (1801) altele, compatriotul său Hagerman.
„Cronica Șahilor” a servit ca izvor istoricului Mouradgea d'Ohsson pentru al său „Tableau historique de l'Orient” (Paris, 1802, 2 vol.). Originalul a fost tipărit pentru prima oara (numai un volum însă) la Calcuta, în 1811, prin grija Companiei Engleze a Indiilor. Cea dintâi traducere completă într-o limbă europeană a fost aceea a lui Turner Macan, iar a doua - și cea mai reputată până astăzi - traducerea lui Jules Mohl, de care s-a servit și George Dan pentru versiunea sa românească.

## Firdousi în România
Opera lui Firdoùsi se adaugă unei mai vechi imagini despre civilizația persană pe care românii și-au format-o prin sporadice dar foarte vechi legături. Un rege ahemenid, Darius, ajungesese la Dunăre pe la 513 înaintea erei noastre, după cum ne povestește Herodot, și ne întâlnise aici strămoșii geți. Românii medievali i-au întâlnit urmașul, pe Darius al III-lea. Un sultan turcoman al Persiei Apusene, Uzun Hasan, trimitea în 1472 soli la Ștefan cel Mare propunând campanii comune antiotomane. Prin Stambulul deschis deopotrivă cilizațiilor orientale și apusene contactele s-au înmulțit apoi în așa măsură, încât o pitorească imagine a devenit proverb: Nimic mai frumos decât tânăr persan pe cal moldovenesc.
Dimitrie Cantemir și-a familiarizat cititorii prin a sa „Sistemă a religiei mahomedane” (Petersburg, 1722) cu multe din realitățile persane: poezia, credințele, arta. Traducerea „Geografiei” lui Bouffer de către Amfilohie Hotiniul, în 1795, dădea cititorilor români o imagine veridică asupra întregii Persii. În veacul al XIX-lea presa aduce informația variată pe care o dorea societatea românească modernă. Albina Românească traducea în 1840 din Charles Texier impresii de călătorie în Persia. Teodor Codrescu dădădea în 1846, în Icoana Lumei, o „Ochire asupra Persiei”. În același an Universul publică tălmăcirea autobiografiei poetului Șemseddin.